# Overijssel
Overijssel este o provincie în Țările de Jos, care se găsește în partea de nord-est a țării. Capitala sa este orașul Zwolle. Overijssel se învecinează cu Germania la est și cu următoarele provincii: Gelderland la sud, Frizia și Drenthe la nord și Flevoland la vest.

## Comune
Provincia Overijssel este împărțiță în 25 de comune:
- Almelo (72.031)
- Borne (20.531)
- Dalfsen (26.443)
- Deventer (96.808)
- Dinkelland (26.064)
- Enschede (154.267)
- Haaksbergen (24.336)
- Hardenberg (57.879)
- Hellendoorn (36.146)
- Hengelo (81.340)
- Hof van Twente (35.025)
- Kampen (49.301)
- Losser (22.496)
- Oldenzaal (31.295)
- Olst-Wijhe (17.264)
- Ommen (17.292)
- Raalte (37.293)
- Rijssen-Holten (36.432)
- Staphorst (15.787)
- Steenwijkerland (43.088)
- Tubbergen (20.617)
- Twenterand (33.434)
- Wierden (23.553)
- Zwartewaterland (21.870)
- Zwolle (112.972)